# Indio (sör)
Az Indio (nevének jelentése: „indián”) egy 4,5% alkoholtartalmú mexikói barna sör.

## Története
Az Új-León fővárosában, Monterreyben található Cuauhtémoc nevű sörfőzde kezdte gyártani 1893-ban, kezdetben még Cuauhtémoc néven, ám az emberek, utalva a címkén is szereplő névadó, Cuauhtémoc azték uralkodó származására, többnyire csak „az indián sörének”, „(cerveza), la del indio”-nak nevezték, így a gyártók 1905-ben hivatalosan is átkeresztelték Indióra. Ma már egész Mexikóban forgalmazzák, és az Amerikai Egyesült Államok néhány városában is kapható. Csomagolását a 21. század elején teljesen újratervezték és átalakították.

## Változatai
Az Indiónak kétféle változata van. A hagyományos Indio barna színű, 4,5% alkoholtartalmú, enyhén édeskés aromájú, míg a 2015-ben megjelent Indio Pilsner Plata 4,1% alkoholt tartalmaz. Ez utóbbi már egy pilzeni típusú világos sör, amely közepesen keserű, aromája komlós, enyhén gyümölcsös és fűszeres (korianderes), de érződik rajta a kukorica és a kék agávé is.